# Amber Ivy
Amber Ivy (Cleveland, Ohio; 6 de noviembre de 1993) es una actriz pornográfica y modelo erótica estadounidense.

## Biografía
Amber Ivy, nombre artístico, nació en la ciudad de Cleveland (Ohio) en 1993. A los 18 años comenzó su carrera como estríper en diversos clubes de la ciudad. Fue en esta etapa cuando conoció a la actriz, directora y productora Joanna Angel, quien se fijó en ella y le animó a trasladarse a trabajar como actriz pornográfica en Los Ángeles.
Debutó como actriz en noviembre de 2014, a los 21 años de edad. Si bien en ese tiempo sólo rodó unas cuantas escenas y lo entrecruzaba con su trabajo de estríper. No sería hasta 2016 cuando dejaría el baile y comenzaría a desarrollar ampliamente su carrera de actriz y modelo erótica.
Como actriz ha trabajado para productoras como Burning Angel, Brazzers, Kick Ass, Wicked Pictures, Elegant Angel, 3rd Degree, Hustler, Evil Angel, Kink.com, Jules Jordan Video, Zero Tolerance, Hustler o Le Wood Productions, entre otras.
En 2017 recibió su primera nominación en los Premios XBIZ en la categoría de Mejor escena de sexo en película parodia por la película How the Grinch Gaped Christmas. Un año más tarde repitió en los XBIZ a la Mejor escena de sexo en película vignette por Damn Fine Pie! A Twin Peaks Parody Gangbang.
Ha aparecido en más de 130 películas como actriz.
Algunas películas suyas son Axel Braun's Inked 3, Big Tit Office Chicks 4, Curves For Days 2, Interracial Pickups 14, Lesbian Anal Virgins 2, Little Anal Vixxxens 2, My Anal Intern, Prison Lesbians, Raw 26 o Skanknado.

## Premios y nominaciones
| Año  | Ceremonia         | Resultado | Premio                                    | Trabajo                                     |
| ---- | ----------------- | --------- | ----------------------------------------- | ------------------------------------------- |
| 2017 | Premios AVN       | Nominada  | Premio fan: Debutante más caliente        | —                                           |
| 2017 | Premios XBIZ      | Nominada  | Mejor escena de sexo en película parodia  | How the Grinch Gaped Christmas              |
| 2018 | Spank Bank Awards | Nominada  | Life Sized Human Hand Puppet              | —                                           |
| 2018 | Spank Bank Awards | Nominada  | Ravishing Redhead of the Year             | —                                           |
| 2018 | Spank Bank Awards | Nominada  | Tortured Fuck Doll of the Year            | —                                           |
| 2018 | Premios XBIZ      | Nominada  | Mejor escena de sexo en película vignette | Damn Fine Pie! A Twin Peaks Parody Gangbang |